# Pageland
Pageland is een plaats (town) in de Amerikaanse staat South Carolina, en valt bestuurlijk gezien onder Chesterfield County.

## Demografie
Bij de volkstelling in 2000 werd het aantal inwoners vastgesteld op 2521.
In 2006 is het aantal inwoners door het United States Census Bureau geschat op 2538, een stijging van 17 (0.7%).

## Geografie
Volgens het United States Census Bureau beslaat de plaats een oppervlakte van
11,4 km², waarvan 11,3 km² land en 0,1 km² water. Pageland ligt op ongeveer 206 m boven zeeniveau.

## Plaatsen in de nabije omgeving
De onderstaande figuur toont nabijgelegen plaatsen in een straal van 28 km rond Pageland.